# Elias Mendes Trindade
Elias Mendes Trindade, mais conhecido apenas como Elias (São Paulo, 16 de maio de 1985), é um ex-futebolista brasileiro que atuava como volante.

## Clubes

### Início
O jogador começou sua carreira, ainda como atacante no Palmeiras, lá jogou por oito anos nas categorias de base, porém acabou não sendo aproveitado pela equipe e foi dispensado.
Após a saída do clube alviverde, foi para o Náutico, de Recife na posição de atacante com a pompa que seria o Robinho dos Aflitos, não correspondeu dentro de campo. Elias não recebeu salários, pouco jogou e logo voltou a São Paulo depois da troca da diretoria, após ficar apenas dois meses no clube pernambucano.
Voltando para São Paulo, o jogador era desconhecido dos times paulistas, e sem emprego acabou entrando em depressão. Com a ajuda de amigos, o jogador começou a disputar a várzea paulistana pelo Leões da Geolândia (Vila Medeiros), onde disputou a Copa Kaiser, e pelo Lagoinha (Vila Maria), ambos clubes da Zona Norte de São Paulo.
Pela amizade de amigos com empresários, conseguiu um teste para jogar pelo São Bento sob o comando do ex-jogador corintiano Freddy Rincón para a disputa do Campeonato Paulista. Logo no primeiro treino o técnico colombiano transformou Elias que atuava como atacante em meio-campista.
Depois do time de Sorocaba foi para o Juventus, da Mooca, onde foi campeão da Copa Federação Paulista de Futebol de 2007.

### Ponte Preta
O bom rendimento fez com que o meio-campista fosse contratado pela Ponte Preta, onde foi um dos destaques do time de Campinas, sendo, inclusive, o cobrador de faltas da equipe. Junto com a Alvinegra conseguiu chegar as finais do Campeonato Paulista de 2008 e acabou como vice-campeão.

### Corinthians
Foi contratado pela empresa Traffic e repassado ao Corinthians para a temporada de 2008, onde disputou o Campeonato Brasileiro da Série B, conquistou o título e firmou-se como titular na equipe. O jogador seguiu no clube para a temporada de 2009 e foi importante nas conquistas do clube durante a temporada. Seu poder de marcação aliado à sua habilidade para chegar ao ataque chamaram a atenção até de Ronaldo, que o considerou o melhor jogador do Campeonato Paulista de 2009, em que o time foi campeão pela 26ª vez. Também foi campeão da Copa do Brasil, classificando o Corinthians para a Copa Libertadores da América do ano seguinte.
Em sua terceira temporada no clube, Elias mais uma vez se destacou durante o Campeonato Brasileiro, ganhando a Bola de Prata e o Prêmio Craque do Brasileirão de 2010.
Ao final do Campeonato Brasileiro de 2010, Elias anunciou que iria jogar no Atlético de Madrid em 2011. O clube espanhol pagou 7 milhões de euros pela sua contratação.
| “ | Infelizmente estou indo embora. Já está tudo apalavrado com o Atlético de Madri. | ” |

### Atlético de Madrid
Elias chegou no Atlético de Madrid com esperanças de um meia articulador de jogadas. Sendo um volante de origem, criou-se muita expectativa com a sua chegada, e Elias foi utilizado como um meia esquerdo. Em sua primeira temporada Elias não se firmou como titular, alternou em jogos como reserva e titular, jogando de meia esquerdo seu desempenho não foi tão bom como no Corinthians. Elias disputou 15 jogos e fez dois gols em sua primeira temporada. Havia rumores sobre a saída de Elias para o Porto, envolvendo a compra do atacante Falcao García. Ele acabou respondendo em campo, na vitória de 2 a 0 sobre o Vitória de Guimarães nos playoffs da Liga Europa. Elias entrou no segundo tempo e fez os dois gols da vitória dos Colchoneros.

### Sporting
Elías teve que procurar um novo clube após o técnico do Atlético de Madrid, Gregorio Manzano, divulgar a lista de jogadores extracomunitários escolhidos para fazer parte do plantel. Miranda, Falcao Garcia e Eduardo Salvio foram os três eleitos, deixando assim Elias de fora dos planos do clube.
Poucos dias após ser informado deste fato, o jogador decidiu o seu futuro e acertando a sua permanência no futebol europeu, optando por jogar pelo Sporting, naquela que foi a contratação mais cara de sempre deste clube, o time pagou 8,8 milhões de euros ao time espanhol e sua cláusula rescisória foi de 40 milhões de euros (R$ 91,8 milhões). Elias assinou um vínculo de quatro anos com o Sporting. Marcou seu primeiro gol na vitória por 3 a 2 diante do Paços de Ferreira, em partida válida pelo Campeonato Português.

### Flamengo
Apesar de ter sido a contratação mais cara da história do Sporting, o jogador não foi muito aproveitado e pediu ao presidente do clube a sua transferência de volta ao Brasil, visando recuperar seu bom futebol e uma possível volta para a Seleção Brasileira. Com o pedido concedido, no dia 9 de Janeiro de 2013, o Flamengo fechou sua contratação por empréstimo durante 1 ano, negociação essa que já vinha acontecendo desde o final de 2012. No dia 12 de janeiro, Elias foi apresentado oficialmente como novo reforço do Rubro-Negro para a temporada de 2013, e foi anunciado que o volante vestiria a camisa 8, que segundo ele foi de escolha própria dele para fazer história no Flamengo.
| “ | "Quero agradecer o apoio de todos os torcedores do Flamengo, tenho recebido com muito carinho, isso é muito importante. O que me motiva é o grande o clube que o Flamengo é, o projeto dessa diretoria é muito bom, e eu espero voltar a jogar, voltar a aparecer, para voltar à seleção brasileira. Conheço o peso dessa camisa. Não assusta. Já tive a chance de jogar em outra grande equipe (Corinthians). Estou acostumado com esse peso, com esse desafio. Será natural." | ” |

| “ | "Fiz minha história no Corinthians com a 7, fui muito feliz, mas agora escolhi a 8 para fazer a minha história no Flamengo." | ” |

Estreou pelo Flamengo na vitória por 1 a 0 diante do Volta Redonda, em partida válida pelo Campeonato Carioca. Marcou seu primeiro numa derrota diante do Resende por 3 a 2, em partida válida pelo Campeonato Carioca. Elias foi decisivo no jogo da volta contra o Cruzeiro pela Copa do Brasil marcando o gol da classificação aos 43 minutos do segundo tempo.
| “ | "É um gol muito importante, não tem como explicar. Chorei bastante e não sabia para onde correr." | ” |

Na partida de volta da Copa do Brasil contra o Botafogo em que o Flamengo goleou o rival por 4 a 0, Elias entrou em campo abalado com a notícia de que seu filho de um ano e meio Davi estava internado com pneumonia, segundo o goleiro Felipe, o volante havia pedido para jogar mesmo com o filho internado e que ele chegou a chorar antes da partida. Novamente numa partida de volta válida pela Copa do Brasil, só que diante do Goiás, Elias marcou o gol da vitória em que na comemoração fez uma homenagem ao filho e ouviu gritos da torcida dizendo o nome do seu filho. O jogo terminou 2 a 1 para o Rubro-Negro. Elias foi um dos autores dos dois gols na vitória sobre o Atlético Paranaense na final Copa do Brasil, que consagrou o rubro-negro carioca tricampeão da competição.
Terminou o ano como o 3º maior artilheiro do Brasil entre os jogadores que atuam como volantes, com 10 gols. Além disso foi agraciado com a Bola de Prata e o Prêmio Craque do Brasileirão de 2013.
Após um bom ano pelo Flamengo, Elias revelou a vontade de permanecer no Rubro-Negro para a próxima temporada para a disputa da Copa Libertadores. Flamengo e Sporting realizaram várias negociações para a compra dos direitos do volante mas não chegaram a um acordo, no meio da negociação Elias chegou a desistir de um proposta milionária do time chinês Shandong Luneng. Mas no fim ambas as partes não chegaram a um acordo.

### Retorno ao Corinthians
Após muitas rodadas de negociação entre Flamengo e Corinthians, o Timão acertou do retorno do volante depois de semanas de debates, o time paulista e o Sporting chegaram definitivamente a um consenso, sem surpresas no final. Elias irá assinar um contrato de três anos com o Corinthians, mas não poderá jogar oficialmente até o dia 14 de julho, quando a CBF reabre o período de inscrições para atletas de fora. Sua apresentação foi no dia 10 de abril, Elias terá um vínculo com o clube até 31 de dezembro de 2017.
| “ | O Corinthians representa tudo para mim. Se sou jogador de futebol é porque, na infância, tinha um clube, e esse clube era o Corinthians. Via grandes jogadores aqui no clube e dali surgiu um sentimento grande. Sou profissional hoje porque na infância via muitos jogos, via o Márcio Bittencourt, Biro Biro, depois vieram Rincón, Gilmar (Fubá), Edu e Vampeta. Se não fosse o Corinthians, nem de futebol eu gostaria | ” |

| “ | Não só a cara. É cara, corpo, coração, estilo de rua. Sou maloqueiro, mano! | ” |

Mesmo só podendo jogar partidas oficiais somente depois do dia 14 de julho de 2014, Elias realizou sua reestreia pelo Corinthians num amistoso diante do Atlético Paranaense numa vitória por 2 a 1, o jogo também marcou a inauguração oficial da nova Arena da Baixada, um dos estádios da Copa do Mundo de 2014.
No dia 6 de julho, Elias marcou seu primeiro gol em seu retorno ao Corinthians numa goleada por 4 a 1 diante do Uberaba. O volante marcou um golaço após uma boa tabela e driblar o marcador. Mas só fez seu gol oficial contra o Bahia, Elias abriu o placar na vitória por 3 a 0 na Arena Corinthians, em partida válida pela Copa do Brasil.
Perdeu o pênalti decisivo na primeira eliminação corintiana em seu estádio para o Palmeiras. Logo após a partida, Gil e Elias saíram chorando do gramado de Itaquera.

#### Gol histórico
Elias marcou o primeiro gol entre Corinthians e São Paulo numa Libertadores. O fato aconteceu em 18 de fevereiro de 2015, na Arena Corinthians, em jogo válido pela primeira rodada desta copa. O jogo terminou em 2 a 0 a favor dos corintianos.
Campeonato Brasileiro de 2015
Em 2015 o Corinthians conquistou o Campeonato Brasileiro, onde Elias foi peça fundamental compondo um meio campo avassalador, ao lado de Jadson, Renato Augusto e Ralf. Após o jogo contra o Coritiba, na Arena Corinthians, relembrou da promessa de que voltaria ao clube e conquistaria esse título para o Corinthians. Como resultado de sua regularidade atuando em altíssimo nível ao longo de todo o campeonato, Elias recebeu a Bola de Prata e o Prêmio Craque do Brasileirão de 2015.

### Atlético Mineiro
No dia 27 de janeiro de 2017, acertou seu retorno ao Brasil, assinando com o Atlético Mineiro. O clube atleticano desembolsou 2,5 milhões de euros (R$ 8,4 milhões) por 70% dos direitos econômicos. Os outros 30% ficam com o clube português. Elias ainda terá direito a um milhão de euros (aproximadamente R$ 3,5 milhões) caso o Galo conquiste objetivos no ano.
O volante fez sua estreia com a camisa do Galo na vitória por 2 a 0 sobre o Joinville, dia 9 de fevereiro.
Elias marcou seu primeiro gol com a camisa do Galo na vitória por 4 a 0 sobre o Tupi, no dia 13 de março, em jogo válido pelo Campeonato Mineiro. Vitória esta que foi a 100ª do clube no Independência desde sua reinauguração em 2012.
Confirmando sua fama de jogador decisivo, no dia 7 de maio Elias fez o gol de desempate contra o Cruzeiro na partida final do Campeonato Mineiro, vencida pelo Atlético por 2 a 1, resultado que deu ao Galo seu 44º título estadual.
Sem espaço no elenco do Galo, no dia 13 de dezembro de 2019, o clube Atlético Mineiro decidiu não renovar com o jogador, que tinha vínculo com o clube até 31 de janeiro de 2020.

### Bahia
No dia 24 de setembro de 2020, foi anunciado como novo reforço do Bahia. A vitória do Bahia por 2 a 1 sobre o Botafogo em 30 de setembromarou a estreia de Elias pelo Tricolor Baiano.
Assim que chegou Elias virou titular da equipe, contudo passou a ser criticado por conta do baixo rendimento em campo. Após Mano Menezes deixar o time e Dado Cavalcanti assumir a comissão técnica, Elias deixou de fazer parte dos planos do clube e então estava afastado do elenco. Elias encerrou sua passagem no clube com 16 partidas e sem marcar gols. Seu último jogo foi na derrota para o Defensa y Justicia, da Argentina por 3x2, na Arena Fonte Nova, jogo de ida das quartas de final da Copa Sul-Americana.

### Aposentadoria
Em 11 de janeiro de 2021, Elias e o Bahia chegaram a um acordo e rescindiram o contrato, o jogador já estava afastado do elenco do clube baiano desde a saída do técnico Mano Menezes. Sem ser contratado por outro clube encerrou sua carreira.

## Seleção Brasileira
No dia 23 de setembro de 2010, recebeu sua primeira convocação pelo técnico Mano Menezes, com quem trabalhou no Corinthians entre 2008 e 2010 e em 2014, e no Flamengo em 2013. Foi o segundo jogador do clube, comandado por Mano até julho de 2010, a ser convocado para a seleção, o outro foi Jucilei.
Em 2014, foi convocado pelo técnico Dunga para amistosos contra Colômbia e Equador. A partir daí, passou a fazer parte de todas as convocações de Dunga, atuando como titular ao longo de 2015 em todos os jogos do Brasil nas Eliminatórias para a Copa do Mundo de 2018.
Integrou o elenco para a disputa da Copa América de 2015 e da Copa América Centenário em 2016, sua última participação pela Seleção.

## Estatísticas
Atualizadas até 8 de janeiro de 2017.

### Clubes
| Clube              | Temporada         | Campeonato nacional | Campeonato nacional | Campeonato nacional | Copa nacional[a] | Copa nacional[a] | Copa nacional[a] | Competições continentais[b] | Competições continentais[b] | Competições continentais[b] | Outros torneios[c] | Outros torneios[c] | Outros torneios[c] | Total | Total | Total   |
| Clube              | Temporada         | Jogos               | Gols                | Assist.             | Jogos            | Gols             | Assist.          | Jogos                       | Gols                        | Assist.                     | Jogos              | Gols               | Assist.            | Jogos | Gols  | Assist. |
| ------------------ | ----------------- | ------------------- | ------------------- | ------------------- | ---------------- | ---------------- | ---------------- | --------------------------- | --------------------------- | --------------------------- | ------------------ | ------------------ | ------------------ | ----- | ----- | ------- |
| Corinthians        | 2008              | 32                  | 3                   | 0                   | 0                | 0                | 0                | —                           | —                           | —                           | 1                  | 1                  | 0                  | 33    | 4     | 0       |
| Corinthians        | 2009              | 31                  | 3                   | 1                   | 8                | 0                | 0                | —                           | —                           | —                           | 22                 | 4                  | 0                  | 61    | 7     | 1       |
| Corinthians        | 2010              | 33                  | 7                   | 5                   | —                | —                | —                | 8                           | 3                           | 0                           | 19                 | 3                  | 0                  | 60    | 13    | 5       |
| Corinthians        | 2014              | 24                  | 3                   | 2                   | 5                | 1                | 0                | —                           | —                           | —                           | 2                  | 1                  | 0                  | 31    | 5     | 2       |
| Corinthians        | 2015              | 24                  | 5                   | 8                   | 1                | 0                | 0                | 10                          | 4                           | 1                           | 10                 | 0                  | 0                  | 45    | 9     | 9       |
| Corinthians        | 2016              | 10                  | 1                   | 0                   | 0                | 0                | 0                | 5                           | 2                           | 0                           | 8                  | 0                  | 1                  | 21    | 3     | 1       |
| Corinthians        | Total             | 154                 | 22                  | 16                  | 14               | 1                | 0                | 23                          | 9                           | 1                           | 62                 | 9                  | 1                  | 253   | 41    | 18      |
| Atlético de Madrid | 2010–11           | 15                  | 2                   | 0                   | 1                | 0                | 0                | —                           | —                           | —                           | —                  | —                  | —                  | 16    | 2     | 0       |
| Atlético de Madrid | 2011–12           | 0                   | 0                   | 0                   | 0                | 0                | 0                | 2                           | 2                           | 0                           | —                  | —                  | —                  | 2     | 2     | 0       |
| Atlético de Madrid | Total             | 15                  | 2                   | 0                   | 1                | 0                | 0                | 2                           | 2                           | 0                           | 0                  | 0                  | 0                  | 18    | 4     | 0       |
| Sporting           | 2011–12           | 25                  | 2                   | 4                   | 8                | 1                | 0                | —                           | —                           | —                           | —                  | —                  | —                  | 33    | 3     | 4       |
| Sporting           | 2012–13           | 9                   | 0                   | 0                   | 2                | 0                | 0                | 5                           | 1                           | 0                           | —                  | —                  | —                  | 16    | 1     | 0       |
| Sporting           | 2016–17           | 8                   | 1                   | 0                   | 6                | 1                | 0                | 2                           | 0                           | 0                           | —                  | —                  | —                  | 16    | 2     | 0       |
| Sporting           | Total             | 42                  | 3                   | 4                   | 16               | 2                | 0                | 7                           | 1                           | 0                           | 0                  | 0                  | 0                  | 65    | 6     | 4       |
| Flamengo           | 2013              | 31                  | 4                   | 4                   | 13               | 5                | 1                | —                           | —                           | —                           | 12                 | 1                  | 2                  | 56    | 10    | 7       |
| Flamengo           | 2019              | 0                   |                     |                     |                  |                  |                  |                             |                             |                             |                    |                    |                    |       |       |         |
| Flamengo           | Total             | 31                  | 4                   | 4                   | 13               | 5                | 1                | 0                           | 0                           | 0                           | 12                 | 1                  | 2                  | 56    | 10    | 7       |
| Atlético Mineiro   | 2017              | 1                   | 1                   | 0                   | 0                | 0                | 0                | 5                           | 1                           | 0                           | 15                 | 3                  | 0                  | 20    | 4     | 0       |
| Atlético Mineiro   | 2018              | 0                   | 0                   | 0                   | 0                | 0                | 0                | 0                           | 0                           | 0                           | 1                  | 2                  | 0                  | 1     | 2     | 0       |
| Atlético Mineiro   | Total             | 1                   | 1                   | 0                   | 0                | 0                | 0                | 0                           | 0                           | 0                           | 0                  | 0                  | 0                  | 21    | 6     | 0       |
| Total na carreira  | Total na carreira | 243                 | 31                  | 24                  | 44               | 8                | 1                | 32                          | 12                          | 1                           | 74                 | 10                 | 3                  | 413   | 67    | 29      |

- a. ^ Jogos da Copa do Brasil, Copa do Rei, Taça de Portugal e Taça da Liga
- b. ^ Jogos da Copa Libertadores da América e Liga Europa da UEFA
- c. ^ Jogos do Campeonato Paulista, Torneio Cidade de Londrina, Campeonato Carioca, Troféu 125 anos de Uberlândia, Florida Cup e amistosos

#### Jogos pela Seleção
Expanda a caixa de informações para conferir todos os jogos deste jogador, pela Seleção Brasileira.
| Jogos pela Seleção Brasileira | Jogos pela Seleção Brasileira | Jogos pela Seleção Brasileira     | Jogos pela Seleção Brasileira | Jogos pela Seleção Brasileira | Jogos pela Seleção Brasileira | Jogos pela Seleção Brasileira |
| #                             | Data                          | Local                             | Adversário                    | Resultado                     | Gol                           | Competição                    |
| ----------------------------- | ----------------------------- | --------------------------------- | ----------------------------- | ----------------------------- | ----------------------------- | ----------------------------- |
| 1.                            | 7 de outubro de 2010          | Abu Dhabi, Emirados Árabes Unidos | Irã                           | 3–0                           | 0                             | Amistoso                      |
| 2.                            | 11 de outubro de 2010         | Derby, Inglaterra                 | Ucrânia                       | 2–0                           | 0                             | Amistoso                      |
| 3.                            | 17 de novembro de 2010        | Doha, Catar                       | Argentina                     | 0–1                           | 0                             | Amistoso                      |
| 4.                            | 9 de fevereiro de 2011        | Saint-Denis, França               | França                        | 1–0                           | 0                             | Amistoso                      |
| 5.                            | 27 de março de 2011           | Londres, Inglaterra               | Escócia                       | 2–0                           | 0                             | Amistoso                      |
| 6.                            | 4 de junho de 2011            | Goiânia, Brasil                   | Países Baixos                 | 0–0                           | 0                             | Amistoso                      |
| 7.                            | 7 de junho de 2011            | São Paulo, Brasil                 | Roménia                       | 1–0                           | 0                             | Amistoso                      |
| 8.                            | 13 de julho de 2011           | Córdoba, Argentina                | Equador                       | 4–2                           | 0                             | Copa América                  |
| 9.                            | 5 de setembro de 2011         | Londres, Inglaterra               | Gana                          | 1–0                           | 0                             | Amistoso                      |
| 10.                           | 11 de outubro de 2011         | Torreón, México                   | México                        | 1–2                           | 0                             | Amistoso                      |
| 11.                           | 10 de novembro de 2011        | Libreville, Gabão                 | Gabão                         | 0–2                           | 0                             | Amistoso                      |
| 12.                           | 14 de novembro de 2011        | Doha, Catar                       | Egito                         | 2–0                           | 0                             | Amistoso                      |
| 13.                           | 28 de fevereiro de 2012       | St. Gallen, Suíça                 | Bósnia e Herzegovina          | 2–1                           | 0                             | Amistoso                      |
| 14.                           | 5 de setembro de 2014         | Miami, Estados Unidos             | Colômbia                      | 1–0                           | 0                             | Amistoso                      |
| 15.                           | 9 de setembro de 2014         | Nova Jersey, Estados Unidos       | Predefinição:Country data EQU | 1–0                           | 0                             | Amistoso                      |
| 16.                           | 11 de outubro de 2014         | Pequim, China                     | Argentina                     | 2–0                           | 0                             | Superclássico das Américas    |
| 17.                           | 14 de outubro de 2014         | Singapura, Singapura              | Japão                         | 4–0                           | 0                             | Amistoso                      |
| 18.                           | 26 de março de 2015           | Paris, França                     | França                        | 3–1                           | 0                             | Amistoso                      |
| 19.                           | 29 de março de 2015           | Londres, Inglaterra               | Chile                         | 1–0                           | 0                             | Amistoso                      |
| 20.                           | 7 de junho de 2015            | São Paulo, Brasil                 | México                        | 2–0                           | 0                             | Amistoso                      |
| 21.                           | 10 de junho de 2015           | Porto Alegre, Brasil              | Honduras                      | 1–0                           | 0                             | Amistoso                      |
| 22.                           | 14 de junho de 2015           | Temuco, Chile                     | Peru                          | 2–1                           | 0                             | Copa América                  |
| 23.                           | 17 de junho de 2015           | Santiago, Chile                   | Colômbia                      | 0–1                           | 0                             | Copa América                  |
| 24.                           | 21 de junho de 2015           | Santiago, Chile                   | Venezuela                     | 2–1                           | 0                             | Copa América                  |
| 25.                           | 27 de junho de 2015           | Concepción, Chile                 | Paraguai                      | 1–1                           | 0                             | Copa América                  |
| 26.                           | 5 de setembro de 2015         | Nova Jersey, Estados Unidos       | Costa Rica                    | 1–0                           | 0                             | Amistoso                      |
| 27.                           | 8 de setembro de 2015         | Foxborough, Estados Unidos        | Estados Unidos                | 4–1                           | 0                             | Amistoso                      |
| 28.                           | 8 de outubro de 2015          | Santiago, Chile                   | Chile                         | 0–2                           | 0                             | Elim. Copa do Mundo de 2018   |
| 29.                           | 13 de outubro de 2015         | Fortaleza, Brasil                 | Venezuela                     | 3–1                           | 0                             | Elim. Copa do Mundo de 2018   |
| 30.                           | 13 de novembro de 2015        | Buenos Aires, Argentina           | Argentina                     | 1–1                           | 0                             | Elim. Copa do Mundo de 2018   |
| 31.                           | 17 de novembro de 2015        | Salvador, Brasil                  | Peru                          | 3–0                           | 0                             | Elim. Copa do Mundo de 2018   |
| 32.                           | 29 de maio de 2016            | Commerce City, Estados Unidos     | Panamá                        | 2–0                           | 0                             | Amistoso                      |
| 33.                           | 4 de junho de 2016            | Pasadena, Estados Unidos          | Equador                       | 0–0                           | 0                             | Copa América Centenário       |
| 34.                           | 8 de junho de 2016            | Orlando, Estados Unidos           | Haiti                         | 7–1                           | 0                             | Copa América Centenário       |

## Títulos
Juventus
- Copa Paulista: 2007

Corinthians
- Campeonato Brasileiro: 2015
- Copa do Brasil: 2009
- Campeonato Brasileiro - Série B: 2008
- Campeonato Paulista: 2009

Flamengo
- Copa do Brasil: 2013

Atlético Mineiro
- Campeonato Mineiro: 2017

Seleção Brasileira
- Superclássico das Américas: 2014

### Prêmios individuais
- Bola de Prata: 2010, 2013, 2015
- Prêmio Craque do Brasileirão - Melhor segundo volante do Campeonato Brasileiro: 2010, 2013, 2015